# Cratere Faustini
Faustini è un cratere lunare intitolato al cartografo italiano Arnaldo Faustini. Si trova vicino al Polo Sud della Luna, nelle vicinanze del grande cratere Amundsen, ed è quasi confinante sul lato sudovest con il cratere Shoemaker. Un altro cratere vicino al Faustini è lo Schakleton, mentre se ne osserva un altro più piccolo sull'orlo orientale.
A causa della sua posizione, la luce del sole raggiunge il bordo di questo cratere con un angolo molto basso, lasciando l'interno costantemente al buio. Per questo motivo il fondo non è mai stato osservato da sonde spaziali orbitanti, sebbene sia stato mappato dai radar. La mancanza di illuminazione solare fa sì che l'interno rimanga costantemente a meno di 100 K, una temperatura sufficiente a ghiacciare ed intrappolare qualsiasi molecola di vapore acqueo portata dall'impatto di una cometa che si trovi in quella regione.
La sonda Lunar Prospector aveva a bordo uno spettrometro a neutroni, in grado di individuare le concentrazioni di idrogeno. Le osservazioni hanno rivelato che in effetti la concentrazione di tale sostanza nel cratere Faustini è maggiore rispetto a quella standard della superficie lunare.